# António Pereira Inácio
António Pereira Inácio (Baltar, 29 de março de 1874 – São Paulo, 14 de fevereiro de 1951) foi um empresário luso-brasileiro fundador do Grupo Votorantim.

## História
Filho de João Pereira Inácio, sapateiro, e de Maria Coelho, aos dez anos de idade emigra com a família para o Brasil, instalando-se em Sorocaba. 
Estudou no Colégio João Ribeiro, então localizado na rua Itararé, estudando à noite para trabalhar e ajudar o pai. Mais tarde, se mudou para São Manuel e posteriormente para Boituva. Logo se tornou um comerciante de destaque no estado de São Paulo. 
Mais tarde, viveu em Botucatu, onde se casou com Lucinda Rodrigues, com quem teve três filhos, João, Paulo e Helena Pereira Inácio. Voltou a Sorocaba, onde montou a fábrica de óleo Santa Helena. Adquiriu as empresas de tecidos Lucinda, em São Bernardo do Campo, Lusitana e Paulistana em São Paulo e em 1918, adquiriu em Votorantim, então distrito de Sorocaba, a massa falida pertencente ao Banco União de São Paulo. Seu genro, o engenheiro pernambucano José Ermírio de Moraes, comprou as ações desta empresa e assumiu o seu controle. Sob a administração de José Ermírio o negócio cresceu e diversificou-se, tornando-se o que é hoje o Grupo Votorantim. O grupo de empresas foi posteriormente comandado pelo seu neto, Antônio Ermírio de Moraes, falecido em agosto de 2014.